# Backward-diode
Indenfor halvlederkomponenter er en backward-diode (også kaldet back-diode) en variation af en zenerdiode eller tunneldiode som har bedre elektrisk ledning af små negative bias spændinger (fx -0,1 til -0,6 V) end for positive bias spændinger.
Den baglænse strøm i en backward-diode sker via kvantemekanisk tunnelering, hvilket også kaldes tunneleffekt.

## Backward-diodens strøm–spænding karakteristikker
Forward I–V karakteristikken er den samme som en ordinær PN-diode. Breakdown starter når omvendt bias spænding anvendes.  I tilfældet med zener-breakdown, starter den ved en bestemt spænding. I denne diode holdes spændingen relativ konstant  (uafhængig af strøm) når den påtrykkes omvendt bias spænding. Backward-diode er en speciel type af tunneldiode og den negative differentielle modstandsområde forsvinder næsten. Forward-strømmen er meget lille og er ækvivalent med spærrelækstrømmen i en ordinær diode.

## Anvendelser
DetektorDa backward-dioden har en lav kapacitans og ingen charge storage effect, og en stærk ikke-linear småsignal karakteristik, kan backward-dioden anvendes som detektor op til 40 GHz.
EnsretterEn backward-diode kan anvendes til at ensrette svage signaler med spidsamplituder på 0,1 til 0,7 V.
SwitchEn backward-diode kan anvendes i højhastighedsswitching.